# Campionato mondiale femminile under 18 di pallavolo 2011
Il XII campionato mondiale pre-juniores di pallavolo femminile si è svolto dal 12 al 21 agosto 2011 ad Ankara, in Turchia. Alla competizione hanno partecipato 16 squadre nazionali pre-juniores e la vittoria finale è andata per la prima volta alla Turchia.

## Qualificazioni
Al torneo hanno partecipato 16 squadre nazionali pre-juniores: 2 africane, 3 asiatiche-oceaniane, 6 europee, 3 nordamericane e 3 sudamericane. Tutte le squadre si sono qualificate tramite i rispettivi campionati continentali, eccetto la Turchia, paese organizzatore.

## Sedi delle partite
I 2 impianti che hanno ospitato le partite del campionato mondiale:
|                                                                             |                                                                   |
|                                                                             |                                                                   |
| Başkent Volleyball Hall Città: Ankara Capienza: 7.600 Anno d'apertura: 2010 | Ankara Arena Città: Ankara Capienza: 10.400 Anno d'apertura: 2010 |

## Gironi
I gironi sono stati sorteggiati il 31 maggio 2011 ad Ankara. Dopo la prima fase le prime due di ogni girone hanno composto i gironi E e F, mentre le ultime due classificare i gironi G e H. Le prime due classificate dei gironi E e F hanno disputato semifinali e finali per il primo e terzo posto; le ultime due classificate dei gironi E e F hanno disputato semifinali e finali per il quinto e settimo posto; le prime due classificate dei gironi G e H hanno disputato semifinali e finali per il nono e l'undicesimo posto; le ultime due classificate dei gironi G e H hanno disputato semifinali e finali per il tredicesimo e quindicesimo posto.
| Girone A                       | Girone B                             | Girone C                           | Girone D                            |
| ------------------------------ | ------------------------------------ | ---------------------------------- | ----------------------------------- |
| Algeria Egitto Polonia Turchia | Argentina Brasile Messico Slovacchia | Cina Porto Rico Serbia Stati Uniti | Germania Giappone Italia Thailandia |

## Fase finale

### Finali 1º - 3º posto
|  | Semifinali | Semifinali | Semifinali |      |         | 1º/2º posto | 1º/2º posto | 1º/2º posto |  |
|  |            |            |            |      |         |             |             |             |  |
|  | Serbia     | Serbia     | 2          |      |         |             |             |             |  |
|  | Serbia     | Serbia     | 2          |      |         |             |             |             |  |
|  | Turchia    | Turchia    | 3          |      |         |             |             |             |  |
|  | Turchia    | Turchia    | 3          |      | Turchia | Turchia     | 3           |             |  |
|  |            |            |            |      | Turchia | Turchia     | 3           |             |  |
|  |            |            | Cina       | Cina | 0       |             |             |             |  |
|  | Cina       | Cina       | Cina       | Cina | 0       | 3           |             |             |  |
|  | Cina       | Cina       |            |      |         | 3           |             |             |  |
|  | Polonia    | Polonia    | 1          |      |         | 3º/4º posto | 3º/4º posto | 3º/4º posto |  |
|  | Polonia    | Polonia    | 1          |      |         |             |             |             |  |
|  |            |            |            |      |         |             |             |             |  |
|  |            |            |            |      |         | Serbia      | Serbia      | 3           |  |
|  |            |            |            |      |         | Serbia      | Serbia      | 3           |  |
|  |            |            |            |      |         | Polonia     | Polonia     | 0           |  |

### Finali 5º - 7º posto
|  | Semifinali | Semifinali | Semifinali |         |          | 5º/6º posto | 5º/6º posto | 5º/6º posto |  |
|  |            |            |            |         |          |             |             |             |  |
|  | Germania   | Germania   | 3          |         |          |             |             |             |  |
|  | Germania   | Germania   | 3          |         |          |             |             |             |  |
|  | Giappone   | Giappone   | 1          |         |          |             |             |             |  |
|  | Giappone   | Giappone   | 1          |         | Germania | Germania    | 3           |             |  |
|  |            |            |            |         | Germania | Germania    | 3           |             |  |
|  |            |            | Brasile    | Brasile | 1        |             |             |             |  |
|  | Brasile    | Brasile    | Brasile    | Brasile | 1        | 3           |             |             |  |
|  | Brasile    | Brasile    |            |         |          | 3           |             |             |  |
|  | Argentina  | Argentina  | 2          |         |          | 7º/8º posto | 7º/8º posto | 7º/8º posto |  |
|  | Argentina  | Argentina  | 2          |         |          |             |             |             |  |
|  |            |            |            |         |          |             |             |             |  |
|  |            |            |            |         |          | Giappone    | Giappone    | 3           |  |
|  |            |            |            |         |          | Giappone    | Giappone    | 3           |  |
|  |            |            |            |         |          | Argentina   | Argentina   | 0           |  |

### Finali 9º - 11º posto
|  | Semifinali  | Semifinali  | Semifinali |            |             | 9º/10º posto  | 9º/10º posto  | 9º/10º posto  |  |
|  |             |             |            |            |             |               |               |               |  |
|  | Stati Uniti | Stati Uniti | 3          |            |             |               |               |               |  |
|  | Stati Uniti | Stati Uniti | 3          |            |             |               |               |               |  |
|  | Messico     | Messico     | 0          |            |             |               |               |               |  |
|  | Messico     | Messico     | 0          |            | Stati Uniti | Stati Uniti   | 3             |               |  |
|  |             |             |            |            | Stati Uniti | Stati Uniti   | 3             |               |  |
|  |             |             | Slovacchia | Slovacchia | 0           |               |               |               |  |
|  | Italia      | Italia      | Slovacchia | Slovacchia | 0           | 0             |               |               |  |
|  | Italia      | Italia      |            |            |             | 0             |               |               |  |
|  | Slovacchia  | Slovacchia  | 3          |            |             | 11º/12º posto | 11º/12º posto | 11º/12º posto |  |
|  | Slovacchia  | Slovacchia  | 3          |            |             |               |               |               |  |
|  |             |             |            |            |             |               |               |               |  |
|  |             |             |            |            |             | Messico       | Messico       | 0             |  |
|  |             |             |            |            |             | Messico       | Messico       | 0             |  |
|  |             |             |            |            |             | Italia        | Italia        | 3             |  |

### Finali 13º - 15º posto
|  | Semifinali | Semifinali | Semifinali |        |            | 13º/14º posto | 13º/14º posto | 13º/14º posto |  |
|  |            |            |            |        |            |               |               |               |  |
|  | Thailandia | Thailandia | 3          |        |            |               |               |               |  |
|  | Thailandia | Thailandia | 3          |        |            |               |               |               |  |
|  | Algeria    | Algeria    | 0          |        |            |               |               |               |  |
|  | Algeria    | Algeria    | 0          |        | Thailandia | Thailandia    | 3             |               |  |
|  |            |            |            |        | Thailandia | Thailandia    | 3             |               |  |
|  |            |            | Egitto     | Egitto | 0          |               |               |               |  |
|  | Porto Rico | Porto Rico | Egitto     | Egitto | 0          | 2             |               |               |  |
|  | Porto Rico | Porto Rico |            |        |            | 2             |               |               |  |
|  | Egitto     | Egitto     | 3          |        |            | 15º/16º posto | 15º/16º posto | 15º/16º posto |  |
|  | Egitto     | Egitto     | 3          |        |            |               |               |               |  |
|  |            |            |            |        |            |               |               |               |  |
|  |            |            |            |        |            | Algeria       | Algeria       | 1             |  |
|  |            |            |            |        |            | Algeria       | Algeria       | 1             |  |
|  |            |            |            |        |            | Porto Rico    | Porto Rico    | 3             |  |

## Podio

### Campione
Formazione: 1 Çakıroğlu, 2 Akın, 3 Akman, 5 Ercan, 6 Arısan, 8 Yılmaz, 9 Kalaç, 10 Hocaoğlu, 13 Gönülkırmaz, 14 Alıcı, 17 Aydınlar, 18 Bağcı, CT: Çatma

### Secondo posto
Formazione: 1 Xu, 2 Chen, 4 Wang Y.l., 5 Wang N., 7 Tang, 8 Li, 9 Liu, 11 Huang, 15 Zhu, 16 Wu, 17 Fang, 18 Yuan, CT: Shen

### Terzo posto
Formazione: 1 Popović, 2 Mitrović, 3 Lazić, 4 Čanak, 6 Simić, 7 Džamić, 8 Kubura, 10 Čikiriz, 11 Lukić, 12 Buša, 13 Mirković, 18 Stepanović, CT: Grsić

## Classifica finale
| Classifica | Squadre     |
| ---------- | ----------- |
| Oro        | Turchia     |
| Argento    | Cina        |
| Bronzo     | Serbia      |
| 4          | Polonia     |
| 5          | Germania    |
| 6          | Brasile     |
| 7          | Giappone    |
| 8          | Argentina   |
| 9          | Stati Uniti |
| 10         | Slovacchia  |
| 11         | Italia      |
| 12         | Messico     |
| 13         | Thailandia  |
| 14         | Egitto      |
| 15         | Porto Rico  |
| 16         | Algeria     |